# Сент-Майклс (Меріленд)
Сент-Майклс (англ. Saint Michaels) — місто (англ. town) в США, в окрузі Талбот штату Меріленд. Населення — 1049 осіб (2020).

## Географія
Сент-Майклс розташований за координатами 38°47′19″ пн. ш. 76°13′22″ зх. д. / 38.78861° пн. ш. 76.22278° зх. д. (38.788477, -76.222675).  За даними Бюро перепису населення США в 2010 році місто мало площу 3,23 км², з яких 2,98 км² — суходіл та 0,26 км² — водойми.

## Демографія
Згідно з переписом 2010 року, у місті мешкало 1029 осіб у 509 домогосподарствах у складі 281 родини. Густота населення становила 318 осіб/км².  Було 711 помешкання (220/км²).
Расовий склад населення:
| - 69,0 % — білих - 27,4 % — чорних або афроамериканців - 0,5 % — азіатів - 0,3 % — корінних американців - 1,4 % — осіб інших рас |

До двох чи більше рас належало 1,5 %. Частка іспаномовних становила 2,9 % від усіх жителів.
За віковим діапазоном населення розподілялося таким чином: 18,3 % — особи молодші 18 років, 53,1 % — особи у віці 18—64 років, 28,6 % — особи у віці 65 років та старші. Медіана віку мешканця становила 50,2 року. На 100 осіб жіночої статі у місті припадало 70,9 чоловіків;  на 100 жінок у віці від 18 років та старших — 69,2 чоловіків також старших 18 років.
Середній дохід на одне домашнє господарство  становив 84 877 доларів США (медіана — 51 458), а середній дохід на одну сім'ю — 108 954 долари (медіана — 73 125). Медіана доходів становила 66 875 доларів для чоловіків та 34 036 доларів для жінок. За межею бідності перебувало 7,4 % осіб, у тому числі 5,9 % дітей у віці до 18 років та 5,7 % осіб у віці 65 років та старших.
Цивільне працевлаштоване населення становило 478 осіб. Основні галузі зайнятості: освіта, охорона здоров'я та соціальна допомога — 23,8 %, роздрібна торгівля — 15,1 %, мистецтво, розваги та відпочинок — 14,6 %.